# Dents Lamellenzahnratte
Dents Lamellenzahnratte (Otomys denti) ist ein Nagetier in der Unterfamilie der Altweltmäuse, das in Ostafrika vorkommt.

## Merkmale
Ausgewachsene Exemplare erreichen eine Kopf-Rumpf-Länge von 131 bis 183 mm und eine Schwanzlänge von 64 bis 96 mm. Sie haben etwa 27 mm lange Hinterfüße und zirka 20 mm lange Ohren. Gewichtsangaben fehlen. Die Art ist durch einen kompakten Körperbau und durch dickes weiches Fell gekennzeichnet. Das Fell ist über den gesamten Körper einheitlich schwarzbraun mit kupferfarbenen Schattierungen gefärbt. Im Gegensatz zu anderen Lamellenzahnratten ist der Schwanz einfarbig schwarz. In allen Schneidezähnen befindet sich auf der Vorderseite eine einzelne senkrechte Rille. Wie bei anderen Gattungsmitgliedern sind die Molaren lammelenförmig aufgebaut. Weibchen habe vier Zitzen im Leistenbereich.

## Verbreitung
Die größte Population lebt im westlichen Ausläufer des Zentralafrikanischen Grabens im Osten der Demokratischen Republik Kongo, in Uganda, Ruanda und Burundi. Kleinere disjunkte Population sind aus dem nordöstlichen Tansania, aus Malawi und aus Sambia bekannt. Dents Lamellenzahnratte hält sich in Gebirgen und Hochebenen zwischen 1950 und 3000 Meter Höhe auf. Sie bewohnt Bergwälder, Bergwiesen und Gebüschflächen.

## Lebensweise
Die Art schädigt Zypressen, indem sie die Rinde und den Bast frisst. Vermutlich zählen auch andere Pflanzenteile zur Nahrung. Trächtige Weibchen mit einem Embryo wurden vorwiegend in der kalten Jahreszeit registriert. Zu den Fressfeinden zählen die Steppenweihe, die Kapgraseule und der Leopard.

## Bedrohung
Der Bestand nimmt aufgrund von Bränden und Kriegshandlungen in der Region ab. Die gesamte Population wird weiterhin als groß eingeschätzt, so dass Dents Lamellenzahnratte von der IUCN als „nicht gefährdet“ (least concern) gelistet wird.